# Partei Freier Bürger
Die Partei Freier Bürger (PFB) war eine kurzlebige konservative Partei in der Freien Hansestadt Bremen.
Die PFB wurde 1975 durch Emil Koschek, Abgeordneter der CDU in der Bremischen Bürgerschaft, als Abspaltung der CDU gegründet. Koschek sah die PFB als rechtskonservative Alternative zur CDU und suchte die Nähe zur CSU und zu Franz Josef Strauß. Im Juni 1975 entstand auch ein Bremer „CSU-Freundeskreis“. Analog zur PFB gab es auch in anderen Teilen Deutschlands den Versuch, eine bundesweite konservative Vierte Partei neben CDU, SPD und FDP in Deutschland zu etablieren.
Im September 1975 trat die PFB zur Bürgerschaftswahl in Bremen an und scheiterte mit 0,4 % der Stimmen klar am Einzug in die Bürgerschaft.
1979 beteiligte sich die PFB an der Gründung der Bremer Grüne Liste, die bei den Wahlen 1979 als erste Grüne Partei in ein Landesparlament einzog.